# Margaretha Roosenboom
Margaretha Cornelia Johanna Wilhelmina Roosenboom (* 24. Oktober 1843 in Den Haag; † 26. Dezember 1896 in Voorburg) war eine niederländische Malerin von Blumen- und Früchtestillleben.

## Leben
Margaretha Roosenboom wurde am 24. Oktober 1843 in Den Haag geboren. Ihr Vater war der Landschaftsmaler Nicolaas Johannes Roosenboom (1805–1880), ihre Mutter Cornelia Margaretha Schelfhout (1811–vor 1880), sie hatte drei Geschwister, eine ältere Schwester und zwei jüngere Brüder. Margaretha Roosenboom heiratete 1892 in Voorburg den Maler Johannes Gijsbertus Vogel (1828–1915). Diese Ehe blieb kinderlos. Sie wurde von ihrem Vater und ihrem Großvater ausgebildet.
Einen Großteil ihrer Kindheit verbrachte Margaretha Roosenboom in Brüssel, nachdem ihre Familie 1859 dorthin gezogen war. Ihr Vater unterrichtete sie dort in den Grundlagen der Malerei. Zu ihrem Großvater Andreas Schelfhout (1781–1870) ging sie 1867 nach Den Haag zurück, um bei ihm die Aquarellmalerei zu erlernen. Zunächst wohnte sie bei ihrem Großvater, dann von 1870 bis 1887 unabhängig in Den Haag. Roosenboom zog 1887 nach Hilversum, dort lebte sie bei ihrer Cousine Maria Henriëtta Catharina van Wielik und deren Ehemann. Mit ihnen zog sie 1890 nach Voorburg. Ihre Cousine starb 1892 und noch im selben Jahr heiratete Roosenboom den Witwer ihrer Cousine, den Maler Johannes Vogel, der ebenfalls ein Schüler ihres Großvaters gewesen war.
In Voorburg starb Margaretha Roosenboom im Alter von 53 Jahren an den Folgen eines Sturzes.

## Werk
Margaretha Roosenboom spezialisierte sich auf die Malerei und Aquarellmalerei von Blumen- und Früchtestillleben. Die erste Ausstellung ihrer Werke hatte sie im Alter von sechzehn Jahren, 1859 wurden ihre Arbeiten in der Künstlervereinigung Pulchri Studio in Den Haag gezeigt. Roosenboom gehörte der Vereinigung ab 1878 an, zudem ab 1869 der Vereinigung Arti et Amicitiae. Sie stellte in beiden Vereinen sowie auf den Ausstellungen der Lebenden Meister (Tentoonstelling van Levende Meesters) aus. Zudem schickte sie ihre Arbeiten zu zahlreichen Ausstellungen im Ausland, darunter München, Wien, Paris, London, Atlanta und Chicago.
Sie erhielt für ihre Werke viele Auszeichnungen: auf der Weltausstellung in Wien 1873 eine Goldmedaille, ebenso auf der in Chicago 1893 und in Atlanta 1895. Sowohl Museen als auch Kunsthändler kauften ihre Werke, die als typische Salonkunst galten.
Für ihre Zeit waren ihre Stillleben innovativ, sie brach mit der Tradition des Prunkstilllebens, mit sorgfältig arrangierten Blumen verschiedener Arten. Sie wählte eine Blumenart als Hauptmotiv und stellte diese in natürlicher Weise mit lockeren Pinselstrichen dar. Farben waren ihr wichtig, sie malte gern große, helle Blumen vor dunklem Hintergrund. Jedoch galt dieser Malstil bereits am Ende ihrer Karriere als veraltet.

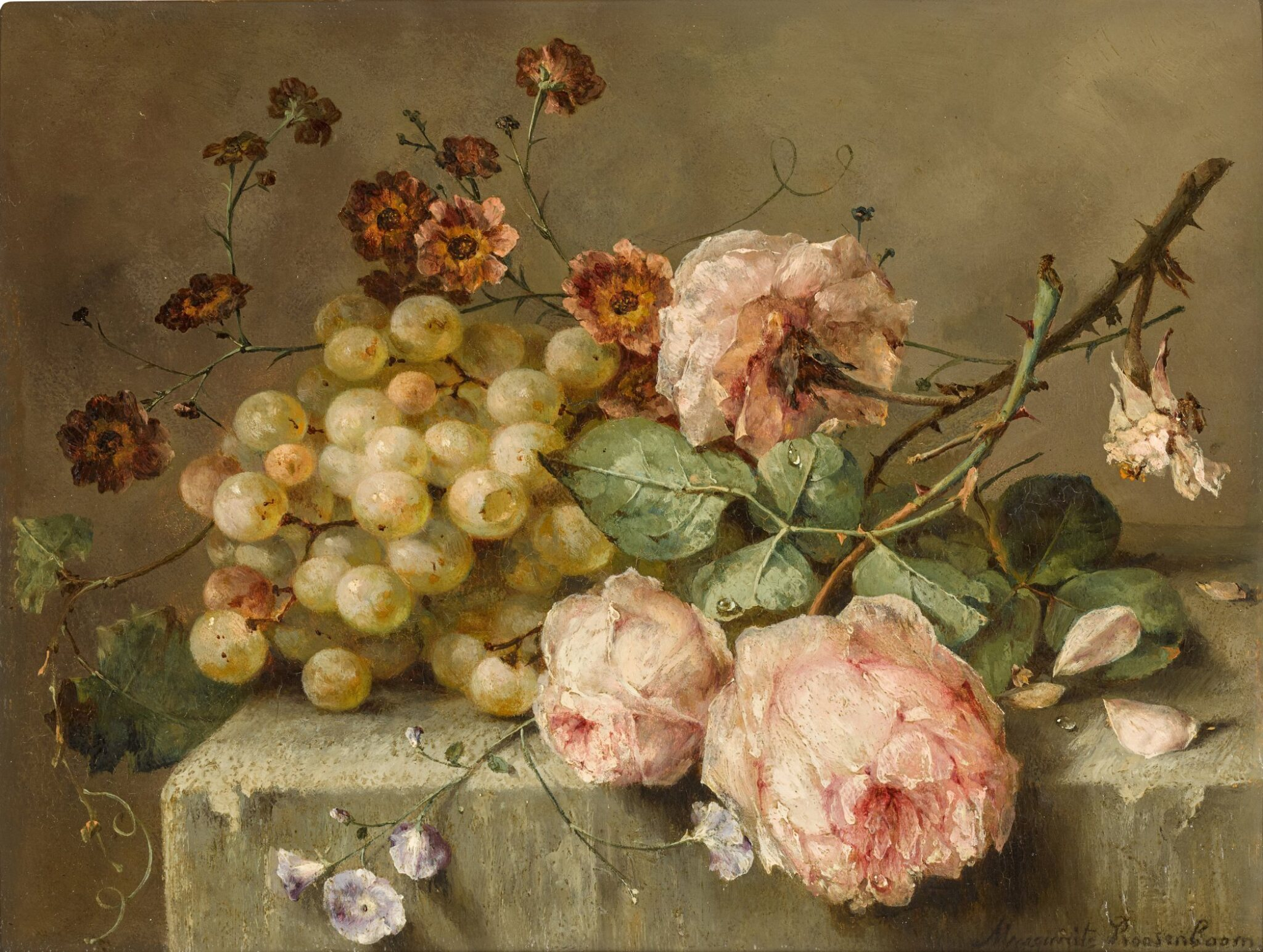
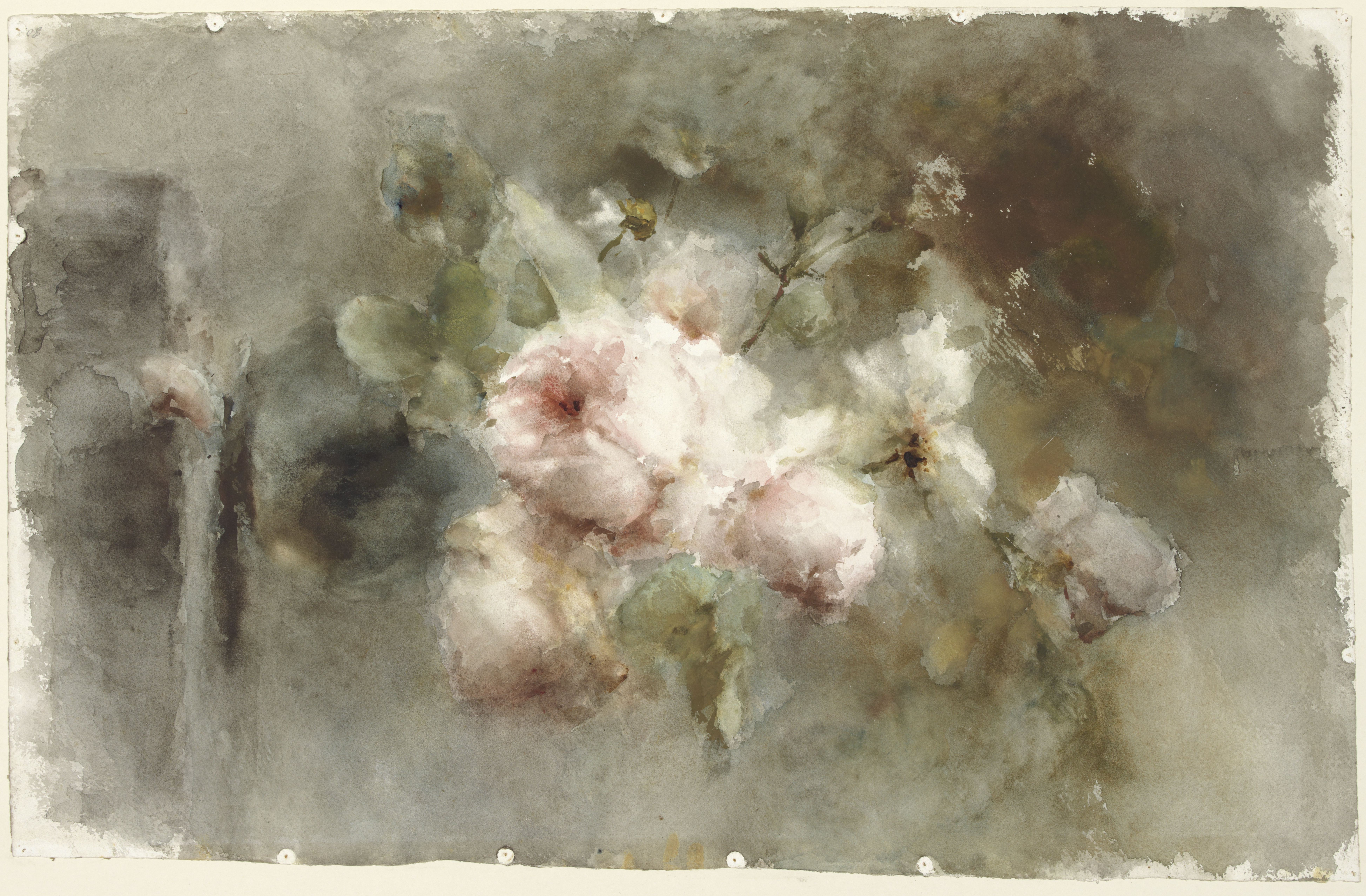
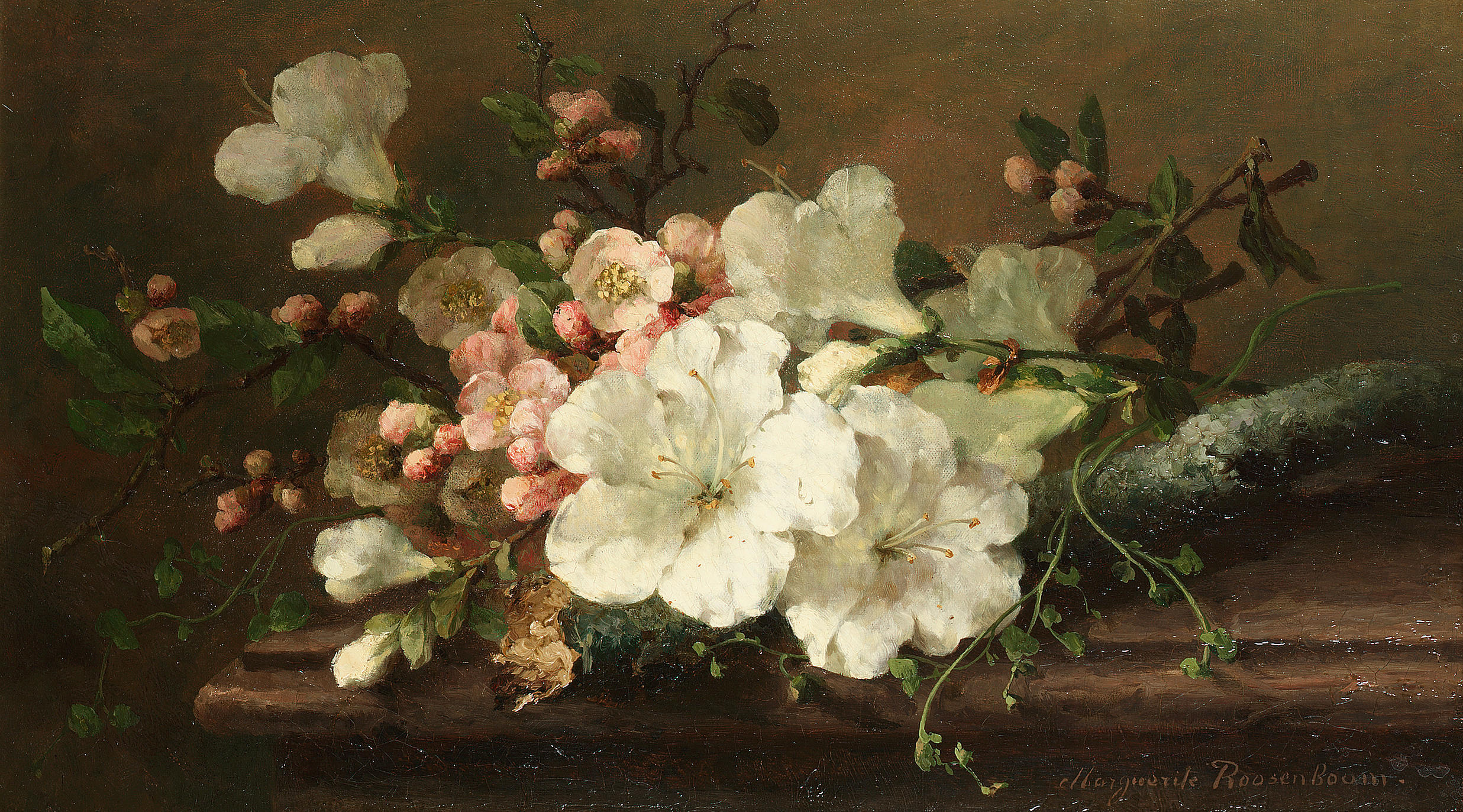
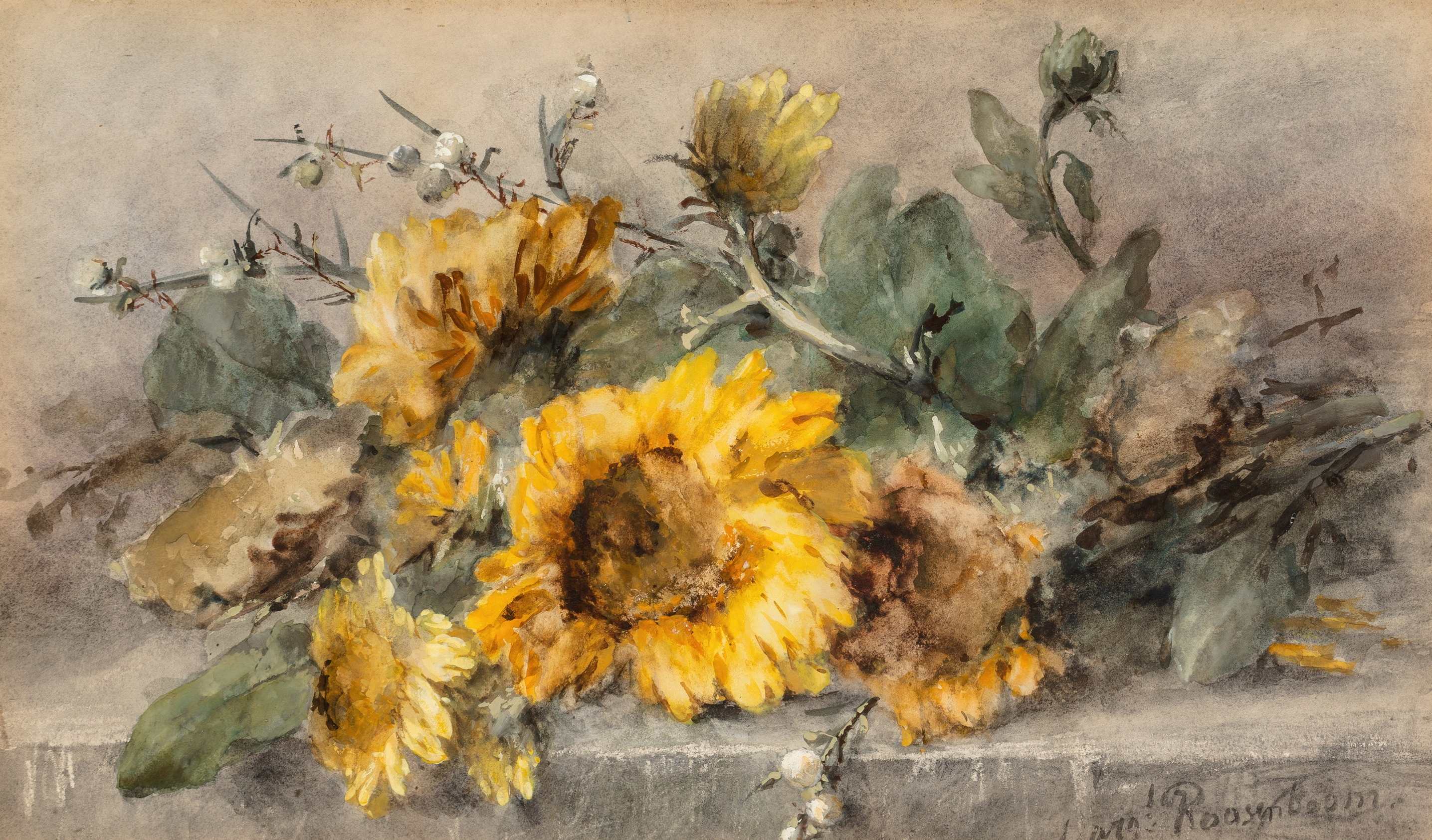
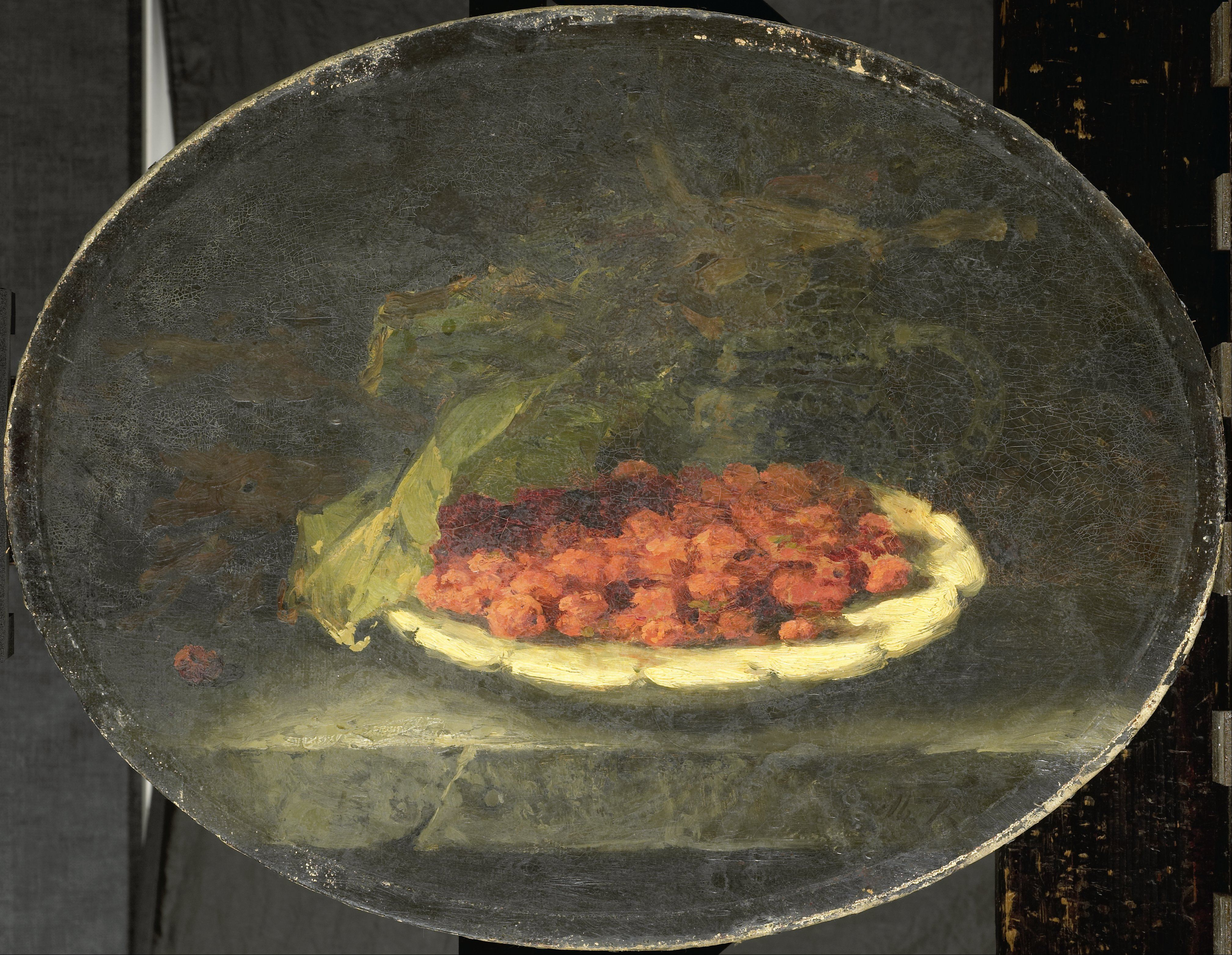